# Xenotilapia ochrogenys
Xenotilapia ochrogenys és una espècie de peix de la família dels cíclids i de l'ordre dels perciformes.

## Morfologia
Els mascles poden assolir els 11 cm de longitud total.

## Distribució geogràfica
És un endèmic del llac Tanganyika a l'Àfrica oriental.